# Liste des telenovelas et séries de RCN Televisión
 (mars 2025).

Logo actuel de RCN Televisión.

Cet article présente la liste des telenovelas et séries de RCN Televisión de 1969 à aujourd'hui.

## Années 1960

### 1969
- Trampas de Mentiras
- Quiéreme Mucho

## Années 1970

### 1970
- La hora quieta
- Amor en Silencio

### 1972
- Mascaras de Mentiras
- El Premio Gordo

### 1976
- Los pecados de Gabriel
- Las tres Marías
- Mujer y Hombre

### 1977
- Señales del destino
- Sin amor

### 1978
- Cara o sello
- Entre la puerta y la vida

### 1979
- Dinero para Maria
- Diana la dueña

## Années 1980

### 1980
- Cusumbo
- La decisión de Camila
- El ritmo a tu vida
- Los Remansos
- Mujer casos de la vida real
- El amar y el querer

### 1981
- La flor de Cristina
- Los Guadales
- Llorando por amor

### 1982
- No tengo Dinero para darte
- Las Flores de mi camino
- Me llevaras en Ti
- Quiere ser mi amante

### 1983
- La Corazonada
- Hojas al Viento
- El Barcino
- Luna Roja
- Como me haces falta

### 1984
- El Taita
- Mamá Pobreta
- Casa Brava

### 1985
- La cautiva
- Cascabel
- Camino cerrado

### 1986
- Vidas trocadas
- Los dueños del poder
- La Espada de Papel
- Hojarasca
- La intrusa
- Destinos Cruzados (en co-production avec la television colombienne)
- La espada y la pared

### 1987
- Vampiromanía
- Mi sangre aunque plebeya
- Dejémonos de vainas (1987-1991) (Produite par Coestrellas de 1984 à 1987 puis de 1992 à 1998)
- Me estás haciendo falta

### 1988
- Garzas al amanecer
- Te Quiero Pecas
- El visitante

### 1989
- Azúcar (1989-1991)
- Los colores de la fama

## Années 1990

### 1990
- Vanessa
- La Vorágine
- La casa de las dos palmas
- Laura por favor

### 1991
- María
- Espumas
- Lo que no perdona Dios
- Pasiones peligrosas

### 1992
- Inseparables
- Amor sin Fronteras (Telenovela Colombo-Vénézuélienne produite entre Venevisión et RCN Televisión)
- Puerta Grande
- Oki Doki

### 1993
- La potra Zaina
- La Otra Raya del Tigre

### 1994
- Café con aroma de mujer
- Momposina
- O todos en la cama
- La Tele

### 1995
- Eternamente Manuela
- Sabor a limón
- Los Cuentos de Bernardo Romero
- Cara o Sello : Dos Rostros de Mujer
- Oro
- Victoria

### 1996
- Guajira
- Ruta del Destino
- Pa´Machos
- Los picaros del calvario

### 1997
- Las Juanas
- Hombres
- La cara de la moneda

### 1998
- Carolina Barrantes
- La madre
- Siguiendo el rastro
- Expedientes
- Así es la vida Etapa 1 (1998-2000)

### 1999
- Tan cerca y tan lejos
- El Fiscal
- Me llaman Lolita
- Yo soy Betty, la fea
- Francisco el Matemático (1999-2004)

## Années 2000

### 2000
- Tabú
- Alicia en el país de las mercancías
- Brujeres
- Entre Amores
- Pobre Pablo

### 2001
- Isabel me la veló
- Pandillas, Guerra y Paz
- Juan Joyita
- Amor sin Remedio
- El Inútil
- El Informante en el país de las mercancías

### 2002
- La Lectora
- El Precio del Silencio
- Milagros de Amor
- Noticias Calientes
- Ecomoda

### 2003
- La Costeña y el Cachaco
- Amor a la Plancha
- A.M.A La Academia
- Un Angel Llamado Azul
- No Renuncies Salomé
- Retratos
- Pasión de gavilanes
- Punto de Giro

### 2004
- Al Ritmo de tu Corazón
- Todos Quieren con Marilyn
- Las Noches de Luciana
- Me Amarás Bajo la Lluvia
- La Viuda de la Mafia
- Amor de mis Amores

### 2005
- Lorena
- El Pasado no Perdona
- Juegos Prohibidos
- Juego Limpio
- Los Reyes
- Enigmas del más Allá

### 2006
- Por Amor
- La Hija del Mariachi
- Floricienta
- Hasta que la Plata nos Separe
- Merlina, Mujer Divina
- En los Tacones de Eva
- ¿De Qué Tamaño es tu Amor?
- Así es la Vida

### 2007
- La Marca de Deseo
- Marido a Sueldo
- Amas de casa desesperadas
- Pura sangre
- Zona rosa
- Mujeres Asesinas

### 2008
- Sin Retorno
- Los Protegidos
- El Último Matrimonio Feliz
- Aquí no hay Quien Viva
- La Dama de Troya
- Novia para Dos
- Amor, Mentiras y video
- Súper Pá
- Valentino, El Argentino

### 2009
- Verano en Venecia
- El Penúltimo Beso
- El Fantasma del Gran Hotel
- Las Detectivas y el Victor
- Las Trampas del Amor
- Cuando salga el sol
- Inversiones el ABC
- Regreso a la Guaca
- Pandillas, Guerra y Paz II
- Amor en Custodia
- El Capo

## Années 2010

### 2010
- Doña Bella
- Amor Sincero
- Rosario Tijeras
- El Man es Germán
- A Corazón Abierto
- Chepe Fortuna
- La Pola
- A Mano Limpia

### 2011
- A Corazón Abierto 2
- La Traicionera
- El Joe "La Leyenda"
- Correo de Inocentes
- Amas de Casa Desesperadas II
- Tres Milagros

### 2012
- Pobres Rico
- ¿Dónde está Elisa?
- La Mariposa
- Historias Clasificadas
- A Mano Limpia 2
- Infieles Anónimos
- Corazones Blindados
- El Capo 2
- Casa De Reinas

### 2013
- Allá te Espero
- Amo de Casa
- Entérese
- Tres Caínes
- Chica vampiro
- Retrato de una Mujer
- La Prepago
- El Día de la Suerte
- Comando Élite
- Los Graduados
- Alias el Mexicano
- Mamá También

### 2014
- Dr. Mata
- La Playita
- Contra las Cuerdas
- El Estilista
- El Capo 3
- Un Sueño Llamado Salsa
- El Laberinto de Alicia
- Secretos del Paraíso

### 2015
- Diomedes, El Cacique de la Junta
- Sala de Urgencias
- Lady, La Vendedora de Rosas
- Las Santísimas
- Celia
- Anónima

### 2016
- Contra el Tiempo
- Azúcar
- Bloque de búsqueda
- Hilo de Sangre Azul
- En la boca del lobo
- Sala de Urgencias 2
- Todo es prestao
- Las Vega's
- La Ley del Corazón

### 2017
- El Comandante
- Francisco el Matematico : Clase 2017
- Venganza
- No olvidarás mi nombre
- Pambelé
- Hermanos y Hermanas
- La Luz de mis Ojos

### 2018
- Garzón Vive
- Paraíso travel
- Nadie me Quita lo Bailao
- ¿Quién Mató a Patricia Soler?
- La Ley del Corazón 2
- La Esquina del Diablo
- Manuel para ser feliz

### 2019
- Tormenta de amor

## Années 2020
| Production                                             | Première diffusion | Dernière diffusion | Épisodes | Producteur(s)                                         | Réalisateur(s)                               |
| 2020                                                   | 2020               | 2020               | 2020     | 2020                                                  | 2020                                         |
| ------------------------------------------------------ | ------------------ | ------------------ | -------- | ----------------------------------------------------- | -------------------------------------------- |
| Pa' quererte                                           | 7 janvier 2020     | 7 mai 2021         | 137      | Yalile Giordanelli                                    | Israel Sánchez Catalina Hernández            |
| Confinados                                             | 24 mai 2020        | 26 juillet 2020    | 10       | Ana María Perez                                       | Lucho Sierra                                 |
| Verdad oculta                                          | 1er juillet 2020   | 28 septembre 2020  | 62       | Jorge Ali Triana Rodrigo Triana                       | Rodrigo Triana Jorge Alí Triana              |
| 2021                                                   |                    |                    |          |                                                       |                                              |
| Lala's Spa                                             | 6 avril 2021       | 2 août 2021        | 80       | Andrés Santamaría Gamboa                              | Germán Porras Olga Lucía Rodríguez           |
| Café con aroma de mujer (L'Arôme de l'amour)           | 10 mai 2021        | 24 septembre 2021  | 92 88    | Yalile Giordanelli                                    | Mauricio Cruz Fortunato Olga Lucía Rodríguez |
| La nieta elegida (Le secret des Roldán)                | 27 septembre 2021  | 1er février 2022   | 72 81    | Nana Velásquez                                        | Rodrigo Lalinde Consuelo González            |
| 2022                                                   |                    |                    |          |                                                       |                                              |
| Te la dedico (Au rythme de l'amour)                    | 8 février 2022     | 15 juillet 2022    | 107      | Ana María Pérez                                       | Mauricio Cruz Fortunato Víctor Cantillo      |
| Hasta que la plata nos separe (La croisée des destins) | 10 mai 2022        | 16 septembre 2022  | 88 85    | Yalile Giordanelli                                    | Olga Lucía Rodríguez Israel Sánchez          |
| Dejémonos de Vargas                                    | 13 juillet 2022    | 16 juillet 2023    | 74       | Federico Castillo                                     | Israel Sánchez Santiago Vargas               |
| Leandro Díaz                                           | 19 septembre 2022  | 28 février 2023    | 82       | Ana María Pérez Martinez                              | Juan Carlos Mazo Víctor Cantillo             |
| 2023                                                   |                    |                    |          |                                                       |                                              |
| Ana de nadie (Simplement Ana)                          | 1er mars 2023      | 25 juillet 2023    | 94 91    | Yalile Giordanelli                                    | Luis Carlos Sierra Olga Lucía Rodríguez      |
| Tía Alison                                             | 26 juillet 2023    | 31 octobre 2023    | 63       | Andrés Santamaría                                     | Israel Sánchez Víctor Cantillo               |
| Rigo                                                   | 9 octobre 2023     | 15 avril 2024      | 99       | Ana María Pérez Martínez                              | Catalina Hernández Juan Carlos Mazo          |
| 2024                                                   |                    |                    |          |                                                       |                                              |
| Rojo carmesí                                           | 16 avril 2024      | 14 août 2024       | 81       | Juan Pablo Posada Fernández Consuelo González Cuéllar | Víctor Cantillo Catalina Hernández Zapata    |

### Sources
- (es) Cet article est partiellement ou en totalité issu de l’article de Wikipédia en espagnol intitulé « Anexo:Telenovelas y series de RCN Televisión » (voir la liste des auteurs).